# Željko Slunjski
Željko Slunjski (Varaždin, 11. prosinca 1952.) hrvatski je novinar i publicist.

## Životopis
Rođen 1952. u Varaždinu. U novinarstvu se pojavljuje u 17. godini, surađujući u "Varaždinskim vijestima" (u kojima i danas surađuje) i emisijama Radio Čakovca. U mladosti glumački sudjelovao u predstavama varaždinskog HNK. Diplomirao na Fakultetu političkih znanosti u Zagrebu. Uglavnom cijeli radni vijek proveo u SSSH, na poslovima informiranja/komuniciranja. Dva puta obnašao funkciju tajnika SSSH. Dobitnik nagrade Zveze svobodnih sindikatov Slovenije. Od 2016. u mirovini. 
U novinarstvu se javlja kao gimnazijalac u "Varaždinskim vijestima" i "Međimurju". Bio višegodišnji suradnik u dnevnim i tjednim glasilima "Večernjeg lista" i "Vjesnika" te revijalnih izdanja negdašnje kuće Vjesnik (Arena, Vikend), te za Jutarnji list i Novi list. Niz godina stalni suradnik revije "Gloria",  magazina JET SET i tjednika "Zagorski list", uglavnom teme s područja kulture.  Za Treći program Hrvatskoga radija radio je autorske emisije "Portret umjetnika u drami" s vodećim imenima kazališne umjetnosti (Mato Ergović, Relja Bašić, Neva Rošić, Semka Sokolović Bertok, Smiljka Bencet, Marija Kohn, Helena Buljan, Tomislav Lipljin, Petar Šarčević), objavljeni u istoimenoj godišnjoj publikaciji HRT-a.  Surađivao u programima Radija Samobor, Zabok, Zlatar.Redovito objavljuje priloge u Hrvatskom kajkavskom kolendaru, godišnjaku Ogranka Matice hrvatske u Čakovcu. Bavi se publicistikom (Turistički vodič po Hrvatskome zagorju).Jedan je od autora tekstova u monografiji (urednik Ernest Fišer) izašloj povodom 50. obljetnice Varaždinskih baroknih večeri (rujan, 2020.). Licencirani je turistički vodič za područje Krapinsko-zagorske županije. Više od 40 godina nastupa i kao voditelj javnih priredaba.Od prve godine voditelj je Krapinske božićne priče. O Danu Grada Krapine, 6. prosinca 2018., na svečanosti u Festivalskoj dvorani primio posebno Priznanje gradonačelnika Grada Krapine za promicanje Festivala kajkavskih popevki i Grada Krapine. Na svečanoj sjednici Gradskoga vijeća, 26. travnja 2019., u povodu Dana Grada, dodijeljeno mu je najviše javno priznanje – Plaketa Grada Zlatara "za dugogodišnji uspješan rad u novinarstvu i promociju Grada Zlatara". Od početka studenoga 2019. predsjednik Udruge umirovljenika Zlatar.U prosincu 2019. navršilo se 50 godina njegove novinarske prisutnosti u medijskom prostoru Hrvatske.